# Tordillo (partido)
Tordillo (Partido de Tordillo) is een partido in de Argentijnse provincie Buenos Aires. Het bestuurlijke gebied telt 1.742 inwoners. Tussen 1991 en 2001 steeg het inwoneraantal met 20,64 %.

## Plaatsen in partido Tordillo
- Esquina de Crotto
- General Conesa
- Villa Roch